# Eugenius von Palermo
Eugenius von Palermo, auch Eugenius Siculus (lat.), Εὐγενἠς Εὐγένιος ὁ τῆς Πανόρμου (griechisch), Eugenius Amiratus oder Eugenio da Palermo (* um 1130 in Palermo; † nach 1203) war Ammiratus (Verwaltungsbeamter, Admiral) des mittelalterlichen Königreichs Sizilien, Schriftsteller und Übersetzer aus dem Arabischen und Griechischen. 

## Leben
Der in Palermo Geborene entstammte einer Familie griechischen Ursprungs. Schon sein Großvater Eugenius, sein Onkel und sein Vater Johannes waren Beamte der normannischen Könige Siziliens aus dem Hause Hauteville gewesen. Eugenius begann seine Laufbahn unter König Wilhelm II. Er diente diesem zuerst seit 1174 als Magister der duana baronum, der königlichen Finanzkammer für die festländischen Territorien mit Sitz in Salerno. Unter dessen Nachfolger Tankred von Lecce wurde er zum Emir befördert. Das Amt hatte er auch nach dem Tod Tankreds im Februar 1194 inne. Nach Einzug und Krönung Heinrichs VI. in Palermo wurde er Ende 1194 verdächtigt, in eine Verschwörung von Sybille, der Witwe Tankreds, gegen das Kaiserpaar involviert gewesen zu sein. Er wurde mit den anderen mutmaßlichen Verschwörern gefangen genommen und über die Alpen nach Deutschland verbracht, wo er einige Zeit, vermutlich auf Burg Trifels, inhaftiert wurde. 1196 war er wieder rehabilitiert und zurück im Königreich Sizilien als Familiar des Hildesheimer Bischofs Konrad von Querfurt († 1202), des kaiserlichen Kanzlers für Italien. Von 1198 bis 1202 ist er im Amt eines Magister camerarius von Apulien und Terra di Lavoro belegt. Danach finden sich keine Lebenszeichen mehr.

## Wirken
Eugenius war gleichzeitig Schriftsteller und Übersetzer. Er verfasste Gedichte in griechischer Sprache, von denen 24 erhalten geblieben sind und die, mit großer metrischer und rhetorischer Gewandtheit, auch einige Einblicke in sein Leben vermitteln, insbesondere c. I, das während der Gefangenschaft entstanden ist. Carmen XXIV ist ein Enkomion auf Wilhelm II. von Sizilien im Stile der byzantinischen Kaiserpanegyrik. Seine Übersetzung der Sprüche der Sibylle von Erythrai aus dem Griechischen ins Lateinische ist nur in einer pseudojoachitischen Überarbeitung erhalten geblieben. Er hat die Übersetzung der Optik des Claudius Ptolemäus, durch die das Werk der Gegenwart erhalten blieb, aus dem Arabischen ins Lateinische entweder selbst durchgeführt oder zumindest initiiert. Mit Henricus Aristippus arbeitete er bei der Übersetzung des Almagest zusammen. Die von Evelyn Jamison vorgeschlagene Gleichsetzung mit Hugo Falcandus fand keine Zustimmung.